# Close (2022)
Close  is een Belgisch-Nederlands-Franse film uit 2022, geregisseerd door Lukas Dhont en geschreven door Lukas Dhont samen met Angelo Tijssens.

## Verhaal
Leo en Remi zijn twee dertienjarige jongens die een hechte vriendschap hebben. Plotseling eindigt  deze abrupt en Léo probeert te begrijpen wat er is misgegaan. Hij zoekt troost en groeit dichter bij Remi's moeder, Sophie.

## Rolverdeling
| Acteur          | Personage                        |
| --------------- | -------------------------------- |
| Eden Dambrine   | Léo                              |
| Gustav De Waele | Rémi                             |
| Émilie Dequenne | Sophie, de moeder van Rémi       |
| Léa Drucker     | Nathalie, de moeder van Léo      |
| Kevin Janssens  | Peter, de vader van Rémi         |
| Igor van Dessel | Charlie, de oudere broer van Léo |
| Marc Weiss      | Yves, de vader van Léo           |

## Productie
Close ging op 27 mei 2022 in première in de officiële competitie van het Filmfestival van Cannes en kreeg na de première een 10 minuten lange staande ovatie. De film won (samen met de film Stars at Noon van Claire Denis) de Grand Prix. In juni 2022 werd Close gelauwerd met de Sydney Film Price in Australië, waarna nominaties en onderscheidingen volgden op festivals in Hongarije en de Verenigde Staten. Close werd geselecteerd als openingsfilm van het Film Fest Gent in oktober 2022. Ook werd de film in dat jaar genomineerd voor een Oscar in de categorie Beste buitenlandse film.

## Prijzen en nominaties
De film behaalde 57 filmprijzen en 82 nominaties. De belangrijkste:
| Jaar | Prijs                   | Categorie                             | Genomineerde(n)                | Uitslag     |
| ---- | ----------------------- | ------------------------------------- | ------------------------------ | ----------- |
| 2024 | Bodil                   | Beste niet-Engelstalige film          | Beste niet-Engelstalige film   | Genomineerd |
| 2024 | Robert                  | Beste buitenlandse film               | Beste buitenlandse film        | Gewonnen    |
| 2023 | Oscars                  | Beste internationale film             | Beste internationale film      | Genomineerd |
| 2023 | Golden Globes           | Beste niet-Engelstalige film          | Beste niet-Engelstalige film   | Genomineerd |
| 2023 | César                   | Beste buitenlandse film               | Beste buitenlandse film        | Genomineerd |
| 2023 | Critics Choice Awards   | Beste niet-Engelstalige film          | Beste niet-Engelstalige film   | Genomineerd |
| 2023 | Satellite Awards        | Beste niet-Engelstalige film          | Beste niet-Engelstalige film   | Genomineerd |
| 2023 | Amanda                  | Beste buitenlandse film               | Beste buitenlandse film        | Gewonnen    |
| 2022 | Filmfestival van Cannes | Gouden Palm                           | Lukas Dhont                    | Genomineerd |
| 2022 | Filmfestival van Cannes | Grand Prix                            | Lukas Dhont                    | Gewonnen    |
| 2022 | Europese filmprijzen    | Beste film                            | Beste film                     | Genomineerd |
| 2022 | Europese filmprijzen    | Beste regisseur                       | Lukas Dhont                    | Genomineerd |
| 2022 | Europese filmprijzen    | Beste scenario                        | Lukas Dhont en Angelo Tijssens | Genomineerd |
| 2022 | Europese filmprijzen    | Beste acteur                          | Eden Dambrine                  | Genomineerd |
| 2022 | Europese filmprijzen    | European University Film Award (EUFA) | Lukas Dhont                    | Genomineerd |
| 2022 | Europese filmprijzen    | Lux European Audience Film Award 2023 | Lukas Dhont                    | Gewonnen    |